# August Hahn
Agosto Hahn (Osterhausen, 27 de março de 1792 – 13 de maio de 1863) foi um teólogo protestante alemão.

## Vida e obra
Hahn nasceu em Grossosterhausen perto de Eisleben, e estudou teologia na Universidade de Leipzig. Em 1819, foi nomeado professor de Teologia e Extraordinarius pastor da Altstadt em Königsberg, e em 1820, ele recebeu uma superintendência naquela cidade. Em 1822, tornou-se ordinarius professor. Em 1826, ele foi removido como professor de teologia para Leipzig, onde, até agora distinguido apenas como editor de Bardesanes, Marcião (Marcions Evangelium in seiner ursprünglichen Gestalt, 1823), e Ephraem Siro, e o editor comum de uma "Chrestomathie Syrische" (1824), ele veio em grande destaque como o autor de um tratado, "De rationalismi qui dicitur vera indole et qua ratione cum naturalismo ineatur cant " (1827), e também de uma "Erklarung Offene an die zunächst Evangelische Kirche in Sachsen u. Preussen" (1827), em que, como membro da escola de EW Hengstenberg, ele tentou convencer os racionalistas que era seu dever, voluntariamente e de uma vez para retirar-se da igreja nacional.
Em 1833, Hahn panfleto contra kg Bretschneider ("Uber die Lage des Christenthums in unserer Zeit", 1832) tendo atraído o aviso de Friedrich Wilhelm III, ele foi chamado para Breslau, como professor de teologia e vereador consistorial, e em 1843 tornou-se superintendente geral da província da Silésia. Ele faleceu em Breslau em 13 de Maio de 1863. Seu filho, Heinrich também foi um teólogo.
Embora inflexível em suas supra-naturalismo, ele não satisfazes completamente os colegas da sua própria escola pelo seu próprio sistema doutrinário. A primeira edição de seu "Lehrbuch des Glaubens christlichen" (1828) foi livremente caracterizado como falta de coerência e de como diminuir a força das posições de idade, em muitos pontos importantes. Muitos desses defeitos, porém, ele é considerado ter sanado em sua segunda edição (1857).
Entre suas outras obras são sua edição da Bíblia Hebraica (1833), sua Bibliothek der Symbole e Glau.
Foi sepultado no Großer Friedhof (Wrocław), cemitério não mais existente.